# Dingane

Dingane, Darstellung von Charles Joseph Hullmandel, 1835

Dingane ka Senzangakhona (je nach Übersetzung auch Dingaan, * um 1795 in KwaZulu-Natal; † 1840 in den Lebombobergen, Swasiland) war König der Zulu.

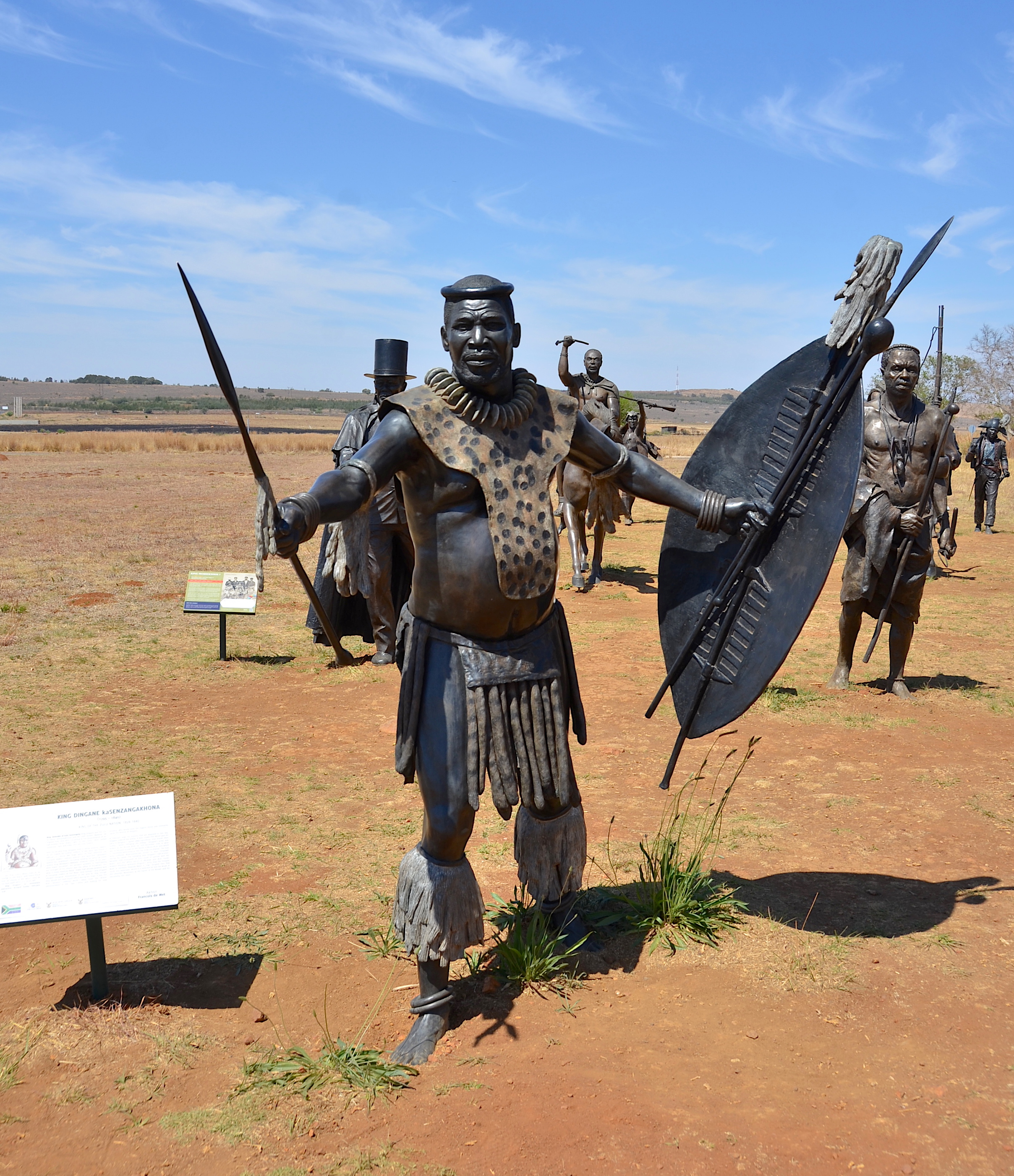
Bronze Statue von Dingane bei Maropeng (Ausstellung Long March to Freedom)

## Leben
Dingane war der Sohn der sechsten Ehefrau von Senzangakhona ka Jama. An die Macht kam er, indem er zusammen mit seinem Halbbruder Mhlangana 1828 seinen anderen Halbbruder Shaka, den Gründer des Zulu-Königreichs, ermordete. Nachdem er den Thron bestiegen hatte, tötete er auch Mhlangana.
In seine Herrschaftszeit fällt der „Große Treck“ der Buren. Die sogenannten Voortrekker hatten auf der Suche nach neuem Siedlungsland im Norden bereits Dinganes Rivalen Mzilikazi, den König der Matabele, besiegt. Obwohl Dingane die Weißen anfangs unterstützt hatte, war er über ihren Sieg nicht glücklich, da er sie insgeheim auch als Gefahr für sein Volk betrachtete. Im Februar 1838 entschied er sich daher zu einem „Präventivschlag“ gegen die weißen Eindringlinge, die er von seinen Kriegern in ihren verstreut liegenden Camps angreifen ließ. Über 500 Voortrekker (inklusive ihrer afrikanischen Helfer) fielen diesen Angriffen zum Opfer, darunter auch Pieter Retief und seine Begleiter, die in der Zuluhauptstadt uMgungundlovu einen Vertrag mit Dingane zwecks Ansiedlung in Natal aushandeln wollten. In den folgenden Monaten wurden auch Truppen unter Andries Hendrik Potgieter und Piet Uys geschlagen. Erst in der Schlacht am Blood River besiegten die Buren unter dem Kommando von Andries Pretorius die von Ndlela kaSompisi und Dambuza geführten Zulutruppen. Aufgrund des Marsches der Buren auf die Hauptstadt uMgungundlovu ließ Dingane diese abbrennen und konnte die Buren am Weißen Umfolozi noch einmal zurückschlagen. Auf dem Rückzug siegten die Zulu auch bei einem Gefecht gegen britische Truppen am Tugela.
Dinganes Halbbruder Mpande wurde 1839 von den Buren als Anführer und Prinz der emigrierten Zulu anerkannt. Im Februar 1840 war ein Angriff der Truppen Mpandes erfolgreich. Dingane floh über den Pongola und kam vermutlich in den Lebombobergen durch die Swasi und Nyawo zu Tode.